# Olivier Bonnewijn
 (mai 2020).
Olivier Bonnewijn est né en 1966 à Bruxelles. Prêtre catholique belge, il enseigne à l’Université Catholique de l’Ouest en France et est coresponsable à l’Unité Pastorale des Sources Vives à Bruxelles.

## Biographie

### Formation
Né le 29 septembre 1966 à Bruxelles, Olivier Bonnewijn effectue ses études primaires et secondaires au collège Saint-Michel à Bruxelles. Il obtient un baccalauréat en philosophie à l’Université de Namur, puis une maîtrise en philosophie à l'université catholique de Louvain (UCL). Il poursuit des études de théologie à l’Institut d'Études Théologiques (IET) à Bruxelles, puis à l'université pontificale grégorienne à Rome où il obtient une maîtrise canonique en 1993.
En juin 1999, il soutient une thèse de doctorat à l’Institut pontifical Jean-Paul II pour le Mariage et la Famille près l’université pontificale du Latran sous le titre « La béatitude et les béatitudes dans la Primae Secundae de la Somme Théologique de saint Thomas. Éléments pour une théologie morale de l’agir excellent ».
En octobre 2022, il obtient une Habilitation à la faculté de théologie de l'université de Fribourg en théologie pastorale et pratique,.

### Activité
Membre de la Communauté de l'Emmanuel, Olivier Bonnewijn est ordonné prêtre du diocèse de Malines-Bruxelles en 1993. Coresponsable à la paroisse du Sacré-Cœur d’Uccle, il enseigne à la faculté jésuite de théologie de Bruxelles (l’Institut d'Études Théologiques). En outre, il devient formateur et professeur, puis président du séminaire pluridiocésain « Notre-Dame d’Espérance » à Limelette (propédeutique et premier cycle). Il est ensuite nommé président du séminaire francophone de l’archidiocèse de Malines-Bruxelles , responsable de la formation des diacres permanents et vicaire épiscopal à la formation (2011-2017). Directeur académique du service « Formation et Recherche » au sein de la Communauté de l’Emmanuel de 2017 à 2021, il est aussi coresponsable de l’Unité Pastorale des Sources Vives à Bruxelles. De 2021 à 2024, il est professeur ordinaire à la faculté de théologie de l’Université catholique de l'Ouest. Il est titulaire de la chaire « Éthique et innovation » de cette même université. Depuis septembre 2024, il est professeur à la faculté de théologie de l'université catholique de Lille avec pour orientations l'éthique philosophique et théologique ainsi que la théologie pratique et pastorale.

## Publications principales
- La béatitude et les béatitudes. Une approche thomiste de l’éthique, Pontificia Università Lateranense, Roma, 2001, 496 p.  (ISBN 9788846502100)
- AA.VV., La Sequela Christi. Dimensione morale e spirituale dell’esperienza cristiana, a cura di L. Melina e O. Bonnewijn, Lateran University Press, Roma, 2003.
- Éthique sexuelle et familiale, Éditions de l'Emmanuel, 2006, 329 p.  (ISBN 9782915313666)
- « Comandamento e amore. Da Friedrich Nietzsche a Benedetto XVI », in AA. VV., La via dell’Amore. Riflessioni sull’enciclica Deus Caritas est di Benedetto XVI, Pontificio Istituto Giovanni Paolo II per studi su matrimonio e famiglia, Città del Vaticano, 2006, p. 121-134 ; traduit en anglais (Ignatius Press, San Francisco, 2006) et en espagnol (La vía del amor. Reflexiones sobre la Encíclica Deus caritas est de Benedicto XVI, Editorial Monte Carmelo, Burgos, 2006, p. 135-149).
- « Genitori all’indomandi di un divorzio. Alcuni orientamenti di etica teologica », in AA.VV., Olio sulle ferrite. Una risposta alle piaghe dell’aborto e del divorzio, Editore Cantagalli, Siena, 2009, p. 67-103 ; trad. en français (De l'huile sur les blessures. Une réponse aux plaies du divorce et de l'avortement, éd. Parole et Silence, 2009  (ISBN 9782353891092) et en espagnol (Aceite en las heridas: Análisis y respuestas a los dramas del aborto y del divorcio, Ediciones Palabra, Castellano, 2011).
- « Gender qui es-tu ? », in Gender, qui es-tu ?, Éditions de l’Emmanuel, Paris, 2012 ; trad. en portugais par Teresa Dias Carneiro, ed. Ecclesiae, Campinas (Brésil), 2015.
- « Perspective catholique sur l’euthanasie », in Levensbeëindiging in de verschillende levensbeschouwingen - L’Euthanasie dans les diverses religions et conceptions philosophiques, Fauzaya Talhaoui (ed.), I.s.m. Yunus Publishing, 2013, p. 113-150. ; trad. en néerlandais « Wegen van menselijkheid », in Emmaus 43 (sept-oct 2012), p. 3-24 ; « Aide-moi, je souffre trop ! » L’euthanasie en discussion, ed. LICAP, Bruxelles, 2013.
- La Famille dans la Bible. Quand Abraham, Joseph et Moïse éclairent nos propres histoires, éd. Mame, Paris, 2014  (ISBN 978-2728919635)
- Bible et famille. Quand Salomé, le psalmiste et la Samaritaine éclairent nos propres histoires, éd. Mame, Paris, 2015.
- « Familles postmodernes. En deçà d’un pluralisme relativiste », in Nouvelle revue théologique 137/4 2015), p. 587-596.
- « La communion fraternelle : égaux et différents. Qui sont mes frères (Mt 12,48) ? », in L’ecclésiologie de communion et la collaboration entre laïcs et prêtres dans la mission, éd. de l’Emmanuel, 2015, p. 21-50.
- Petits mystiques. Étincelles spirituelles, éd. de l'Emmanuel, 2018, 150 p.  (ISBN 978-2-3538-9640-0)
- « Modelli di famiglia e filiazione », in Dizionario su sesso amore e fecondità, a cura di Josè Noriega e René & Isabelle Ecochard, ed. Cantagalli, Siena, 2019, p. 640-646.
- J'existe: Un autre regard sur les célibataires, Éditions de l'Emmanuel, 2020, 176p.
- « La famille et le mariage à l’aube du XXIe siècle. Mémoire et perspective », in La famille aujourd’hui. À l’écoute des cris du terrain, sous la dir. de P. DURRANDE, A. MUTUALE et M.-P. FRANCIS, Mame, 2021, p. 115-124.
- « Sarah, de l’aube au crépuscule. Donner vie », in Les familles. Enjeux et défis pour aujourd’hui, éd. Saint-Léger, Saumur, 2021, p. 67-88.
- AA.VV., De cœur et de raison. Pour un renouveau de l’apologétique, sous la dir. d’Olivier Bonnewijn, ed. de l’Emmanuel, Paris, 2022.

### Livres pour la jeunesse
- Un ami extraordinaire. Les aventures de Jojo et Gaufrette, Paris, Éditions de l'Emmanuel, 2009, 44 p.  (ISBN 978-2-35389-057-6) ; trad. en anglais An Extraordinary Friend: The Adventures of Jamie and Bella, Ignatius Press, 2012, 44 p.  (ISBN 9781586177720)
- Les trois roses, 2009  (ISBN 978-2-35389-058-3) ; trad. en anglais The Three Roses, 2012.
- Les Chaussons à Paray, 2009  (ISBN 9782353890934)
- Orage dans la maison, 2009  (ISBN 9782353890941)
- Au bord de l'Océan, 2010,  (ISBN 9782353890996) ; tard ; en anglais By the Sea, 2014.
- Bye bye tristesse !, 2010  (ISBN 9782353891023)
- Le coffret bleu, 2010, 45 p.  (ISBN 9782353891009)
- Noël explosif, 2010  (ISBN 9782353891016)
- Anniversaire surprise, 2012  (ISBN 9782353891894)
- Dans le secret, 2012  (ISBN 9782353891887)
- Les marques mystérieuses, 2012  (ISBN 9782353891863)
- Place Saint-Pierre, 2012  (ISBN 9782353891870)
- L’effet papillon, 2016.
- La lettre de sang, 2016.

Plusieurs de ces ouvrages pour enfants ont été traduits en slovène : Bombastični božič, 2011  (ISBN 9789619302668) ; Na obali oceana, 2011  (ISBN 9789619302675) ; Nenavadni prijatelj, 2011  (ISBN 9789619302606) ; Nevihta v hiši, 2011  (ISBN 9789619302620) ; Tri vrtnice, 2011  (ISBN 9789619302613) ; Adijo, žalost, 2012  (ISBN 9789619331743) ; Modra skrinjica, 2012  (ISBN 9789619331736) ; Drugačne počitnice, 2013  (ISBN 9789619348703)